# 池田清 (政治学者)
池田 清（いけだ きよし、1925年3月21日- 2006年4月3日）は、日本の海軍軍人、政治学者。海兵73期。最終階級は海軍中尉。東北大学名誉教授。専攻は政治外交史。息子に国際政治学者の池田明史がいる。

## 経歴
鹿児島県出身。1944年（昭和19年）3月、海軍兵学校（73期）卒業。重巡洋艦「摩耶」に乗組、砲術士としてレイテ沖海戦に参加。「摩耶」が撃沈された後、戦艦「武蔵」に救助されるが、「武蔵」も撃沈され九死に一生を得た。帰還後は海軍潜水学校普通科を経て「伊四七潜」砲術長兼通信長となり、回天「多聞隊」を乗せて出撃した。
戦後は公職追放を経て、歴史学を志す。1952年（昭和27年）、東京大学法学部政治学科卒業。大阪市立大学教授を経て、東北大学法学部教授。1988年定年退官、名誉教授、青山学院大学国際政治経済学部教授、2000年定年退職。
左脚には負傷した際の小弾片が入ったままであった。

## 著書
- 『政治家の未来像　ジョセフ・チェムバレンとケア・ハーディー』 有斐閣、1961年
- 『日本の海軍』（上・下）、至誠堂、1966-67年
  - 改訂版『日本の海軍』（上・下）、朝日ソノラマ文庫・航空戦史シリーズ、1987年、新装版・戦記文庫、1993年
  - 新版『日本の海軍』（上・下）、学研M文庫、2002年。上は誕生篇・下は躍進篇
- 『激闘 重巡・摩耶』 R出版、1971年
  - 増訂版『重巡 摩耶』 朝日ソノラマ文庫・航空戦史シリーズ、1986年
  - 新版『重巡 摩耶　元乗組員が綴る栄光の軌跡』 学研M文庫、2002年
- 『海軍と日本』 中公新書、1981年
- 『最後の巡洋艦 矢矧』 新人物往来社、1998年
- 『「坂の上の雲」の主人公　秋山兄弟の生き方』ごま書房、1996年
  - 改題『秋山兄弟に学ぶリーダーの条件　日露戦争の名参謀』ごま書房（新書判）、1999年
  - 改題『「坂の上の雲」の秋山好古・真之とその時代』ごま書房新社、2008年
- 『図説 太平洋戦争』 太平洋戦争研究会と共編著、河出書房新社、1995年、増訂版2005年、新装版2019年
  - 『太平洋戦争全史』河出文庫、2006年、新装版2025年

## 翻訳
- キャサリン・コーリー『軍隊と革命の技術』神川信彦共訳、岩波書店、1961年
- ジェイムズ・ジョル『ヨーロッパ100年史』全2巻、みすず書房、1976-79年
- ジェイムズ・ジョル『第二インター1889－1914』祇園寺則夫共訳、木鐸社、1976年
- ジェイムズ・ジョル『第一次世界大戦の起原』みすず書房、1987年
- ドロシー・ストーリー『リチャード・ストーリー　日本人の心の友』霞出版社、1989年